# La Nuit au musée : Le Secret des Pharaons
Série La Nuit au musée
La Nuit au musée 2
(2009) La Nuit au musée : Le Retour de Kahmunrah
(2022)
Pour plus de détails, voir Fiche technique et Distribution.
La Nuit au musée : Le Secret des pharaons ou Une nuit au musée : Le Secret du Tombeau au Québec (Night at the Museum: Secret of the Tomb) est une comédie fantastique américano-britannique produite et réalisée par Shawn Levy, sortie en 2015.
Ce film est le troisième de la série La Nuit au musée, ainsi que le dernier tourné avec Robin Williams à l'écran.

## Synopsis
Larry Daley, le gardien du Museum d'histoire naturelle de New York, est bien embêté. En effet, la tablette magique qui fait revivre les objets inanimés durant la nuit subit une sorte de corrosion. Tous ses amis nocturnes sont en danger. Il se renseigne auprès du pharaon Ahkmenrah, mais celui-ci lui apprend que seul son père connait le secret de l'artefact magique. En route donc pour le British Museum de Londres, où sont conservées les momies parentales ! C'est accompagné de son fils, mais aussi de ses amis le Président Roosevelt, la squaw Sacajawea, Attila le Hun, Jedediah et Octavius, Ahkmenrah, Laaa le Néandertalien ressemblant à Larry, ainsi que le singe Dexter, qu'il va vivre de nouvelles aventures et rencontrer de nouveaux personnages. Au cours de ces nouvelles aventures, Jedediah et Octavius découvriront une maquette de la ville antique de Pompeii.

## Fiche technique
Sauf indication contraire, les informations mentionnées dans cette section peuvent être confirmées par les bases de données cinématographiques IMDb et Allociné,  présentes dans la section « Liens externes ».
- Titre original : Night at the Museum: Secret of the Tomb
- Titre français : La Nuit au musée : Le Secret des pharaons
- Titre québécois : Une Nuit au Musée : Le Secret du Tombeau[1]
- Réalisation : Shawn Levy
- Scénario : David Guion et Michael Handelman, d'après une histoire de Mark Friedman, David Guion et Michael Handelman, d'après les personnages créés par Thomas Lennon et Robert Ben Garant
- Musique : Alan Silvestri
  - Orchestration : Jonathan Bartz et Mark Graham
  - Montage musical : Kenneth Karman
- Direction artistique : Ravi Bansal, Nigel Evans et Catherine Ircha
- Décors : Martin Whist
- Costumes : Marlene Stewart
- Maquillage : Don Kozma
- Coiffure : Liliana Maggio
- Photographie : Guillermo Navarro
- Son : Brian Bair, Craig Henighan et Andy Nelson
- Montage : Dean Zimmerman
- Production : Chris Columbus, Shawn Levy et Mark Radcliffe
  - Production déléguée : Michael Barnathan, David Guion, Michael Handelman, Josh McLaglen et Mary McLaglen
  - Production associée : Rand Geiger
  - Coproduction : Blondel Aidoo
- Sociétés de production :
  - États-Unis : 21 Laps Entertainment, 1492 Pictures, en association avec TSG Entertainment, présenté par Twentieth Century Fox
  - Royaume-Uni : Moving Picture Company
- Sociétés de distribution : Twentieth Century Fox Film Company (Royaume-Uni) ; Twentieth Century Fox (États-Unis) ; Twentieth Century Fox France (France)
- Budget : 127 millions de $[2],[3]
- Pays de production :  Royaume-Uni,  États-Unis
- Langue originale : anglais
- Format : couleur - 35 mm / Redcode RAW - 1,85:1 (Panavision) - son Dolby Surround 7.1 / Dolby Digital / Dolby Atmos / Datasat
- Genre : comédie, aventure, fantastique
- Durée : 98 minutes
- Dates de sortie[4] :
  - Royaume-Uni, États-Unis, Québec : 19 décembre 2014[1]
  - France, Belgique, Suisse romande : 4 février 2015[5],[6],[7]
- Classification :
  - États-Unis : des scènes peuvent heurter les enfants - accord parental souhaitable (PG - Parental Guidance Suggested)[N 1]
  - Royaume-Uni : pour un public de 8 ans et plus - accord parental souhaitable (PG - Parental Guidance)
  - France : tous publics (conseillé à partir de 8 ans)[5],[8]
  - Belgique : tous publics (Alle Leeftijden)[6]
  - Suisse romande : interdit aux moins de 6 ans[9]
  - Québec : tous publics (G - General Rating)[1]

## Distribution

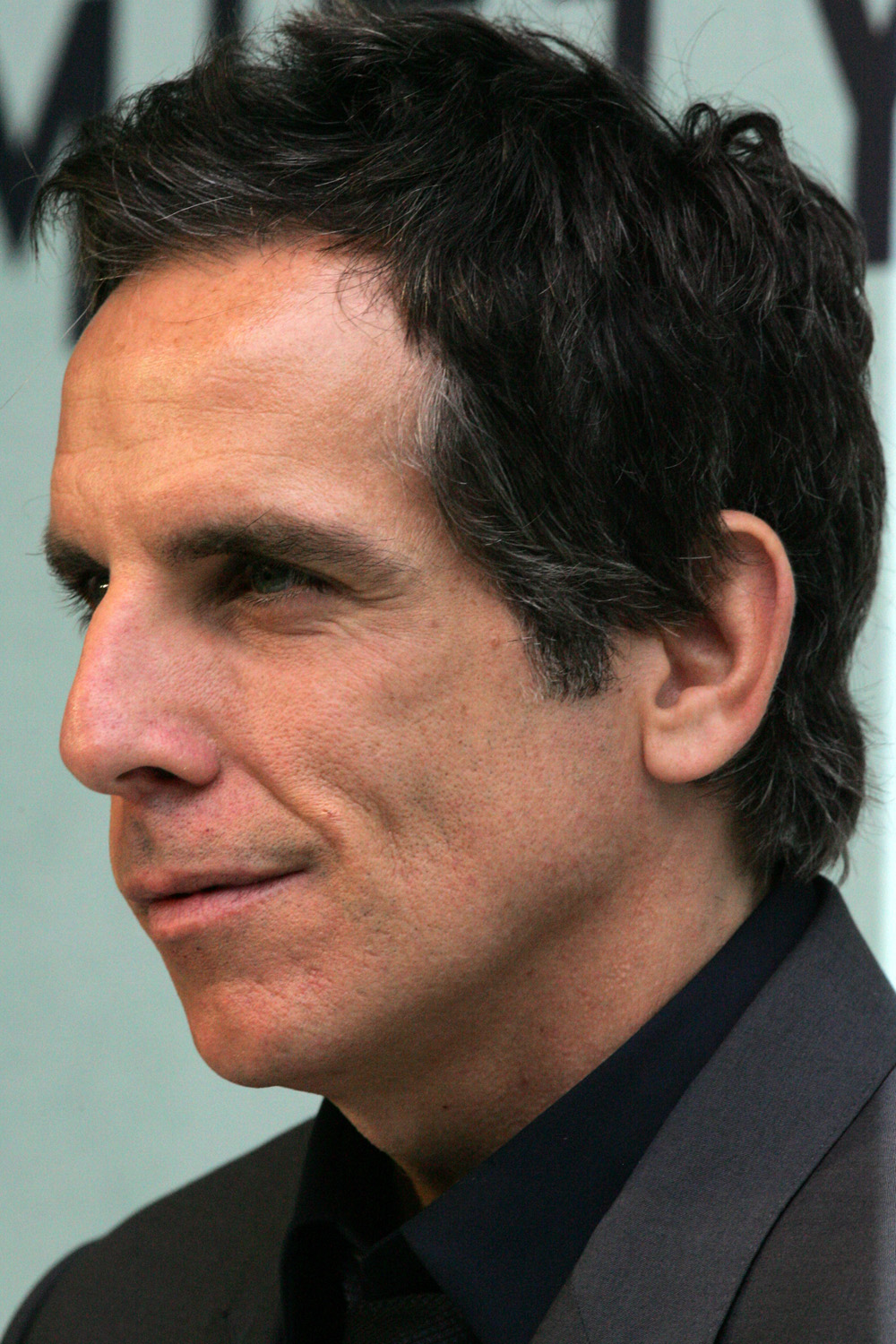
L'acteur principal Ben Stiller, l'année de tournage du film.

- Ben Stiller (VF : Maurice Decoster ; VQ : Alain Zouvi) : Larry Daley / Laaa, néandertalien
- Skyler Gisondo (VF : Gabriel Bismuth-Bienaimé ; VQ : Damien Muller) : Nick Daley, fils de Larry
- Rebel Wilson (VF : Julia Boutteville ; VQ : Émilie Bibeau) : Tilly, gardienne du British Museum
- Robin Williams (VF : Michel Papineschi ; VQ : Manuel Tadros) : Theodore Roosevelt
- Ben Kingsley (VF : Féodor Atkine ; VQ : Jacques Lavallée) : Merenkahre, pharaon père d'Ahkmenrah
- Dan Stevens (VF : Damien Witecka ; VQ : Adrien Bletton) : le chevalier Lancelot
- Owen Wilson (VF : Lionel Tua ; VQ : Antoine Durand) : Jedediah, cow-boy miniature
- Ricky Gervais (VF : Pierre Laurent ; VQ : François L'Écuyer) : Dr McPhee, directeur du musée
- Steve Coogan (VF : Patrick Mancini ; VQ : Daniel Picard) : Octavius, général romain miniature
- Rachael Harris : Madeline Phelps
- Rami Malek (VF : Franck Lorrain ; VQ : Daniel Roy) : Ahkmenrah, pharaon
- Patrick Gallagher : Attila chef Hun
- Mizuo Peck : Sacagawea, amérindienne
- Anjali Jay (VF : Dominique Lelong) : Shepseheret, reine égyptienne mère d'Ahkmenrah
- Dick Van Dyke (VF : Georges Claisse) : Cecil J. "C.J." Fredericks, ancien gardien du musée
- Mickey Rooney : Gus, ancien gardien du musée
- Bill Cobbs : Reginald, ancien gardien du musée
- Andrea Martin (VF : Colette Venhard) : Rose, archiviste du musée
- Matt Frewer : Archibald Stanley, archéologue
- Brad Garrett : Statue de l’île de Pâques (voix)
- Matthew Harrison : un des Huns
- Brennan Elliott : Robert Fredericks, archéologue père de C.J.
- Patrick Sabongui (en) : Amir, égyptien chef des ouvriers du chantier de fouilles
- Hugh Jackman (VF : Joël Zaffarano ; VQ : Marc-André Bélanger) : lui-même (caméo)
- Alice Eve (VF : Caroline Victoria) : elle-même (caméo)
- Matty Finochio (VF : François Santucci) : La sentinelle romaine

Sources et légendes : Version française (VF) sur RS Doublage et selon le carton du doublage français cinématographique ; Version québécoise (VQ) sur Doublage.qc.ca

## Accueil

### Accueil critique
Comme pour les deux précédents volets, La Nuit au musée : Le Secret des pharaons obtient un accueil mitigé de la part des critiques professionnels. Dans les pays anglophones, le troisième volet obtient 47 % d'opinions favorables sur le site Rotten Tomatoes, pour 112 critiques et une moyenne de 5⁄10 et un score de 47⁄100 sur le site Metacritic, pour 33 critiques.
Sur le site d'Allociné le film reçoit des critiques, dans l'ensemble, positives. La presse lui donne une moyenne de 2,8/5 basé sur 20 critiques presse. Les spectateurs lui donnent une moyenne de 3,4/5.

### Box-office
Lors de son premier week-end d'exploitation en salles aux États-Unis, La Nuit au musée : Le Secret des pharaons prend la seconde place du box-office, en ayant engrangé 17 100 520 $ de recettes, pour une moyenne de 4,518 $ sur les 3 785 salles le diffusant à cette période. Il s'agit d'un résultat largement en baisse par rapport au premier volet (30 433 781 $ à la même période en 2006) et au second volet (54 173 286 $ à la même période en 2009). Il n'est jamais diffusé au-delà de 3 914 salles, pour le week-end suivant, qui lui permet d'engranger 20 202 008 $, soit une hausse de 18 % de ses recettes par rapport au week-end précédent, pour une moyenne de 5 161 $ par salles. Au 28 avril 2015, le troisième opus de la saga a rapporté 360 198 613 $ de recettes mondiales, dont 113 573 144 $ sur le territoire américain.
En France, où il est distribué dans 630 salles, La Nuit au musée : Le Secret des pharaons fait un démarrage inférieur aux deux précédents volets. En première semaine, il prend la seconde place du box-office avec 501 154 entrées, dont 403 021 entrées en premier week-end, mais perd peu de spectateurs la semaine suivante, soit une baisse de 8,44 % et une quatrième place au box-office, avec 458 834 entrées, pour un total de 959 988 entrées. Il atteint le million d'entrées en troisième semaine.
Finalement, ce troisième volet enregistre 1 576 649 entrées au box-office.

## Distinctions

### Récompense2015
- Kids' Choice Awards : Blimp Award de l'acteur de cinéma préféré pour Ben Stiller

### Nominations2015
- Golden Trailer Awards : meilleure affiche de cinéma
- International Film Music Critics Association : meilleure musique originale pour un film comique pour Alan Silvestri
- Teen Choice Awards :
  - Meilleur film de comédie
  - Meilleur acteur dans un film de comédie pour Ben Stiller

### Nomination2016
- Russian National Movie Awards : meilleure comédie étrangère de l'année

## Éditions en vidéo
- En France, le film La Nuit au musée : Le Secret des Pharaons est sorti en VOD le 4 juin 2015[5], puis sort en format DVD[20] et dans une version combo Blu-ray + DVD + Digital HD[21] le 1er juillet 2015. Le film ressort en DVD le 15 janvier 2016[22].
- Au Québec, le film est sorti en DVD le 10 mars 2015[1].

## Autour du film
Le film est dédié à Mickey Rooney et Robin Williams, tous deux morts avant sa sortie (respectivement le 6 avril 2014 et le 11 août 2014).

### Série de films
- La Nuit au musée (Night at the Museum), film américain réalisé par Shawn Levy, sorti en 2006
- La Nuit au musée 2 (Night at the Museum: Battle of the Smithsonian), film américano-canadien réalisé par Shawn Levy, sorti en 2009
- La Nuit au musée : Le Secret des Pharaons (Night at the Museum: Secret of the Tomb), film américano-britannique réalisé par Shawn Levy, sorti en 2015
- La Nuit au musée : Le Retour de Kahmunrah (Night at the Museum: Kahmunrah Rises Again), film d'animation américain réalisé par Matt Danner et Justin Lovell, sorti en 2022